# Pandora (måne)
För andra betydelser, se Pandora.
Pandora (från grekiskans Πανδώρα) är en av Saturnus månar. Den går under namnet Saturnus XVII och namnet S/1980 S 26.
Den upptäcktes av S Collins med flera 1980 genom foton tagna av Voyager 1. Pandora är F-ringens yttre herdemåne. Den påminner till utseendet mycket om den närliggande månen Prometheus men har fler kratrar.
Pandora har åtminstone två stora kratrar med en diameter på 30 kilometer. Ytan täcks också av fåror och bergskammar. 